# Copa de les Nacions de motocròs
La Copa de les Nacions de motocròs, coneguda tradicionalment com a Coupe des Nations (en francès), fou una prova internacional de motocròs per equips que es disputà entre 1981 i 1984. La prova es reservava a motocicletes de 125 cc i era, juntament amb el Trophée des Nations -per a motos de 250 cc-, un complement del Motocròs de les Nacions, esdeveniment en vigor des de 1947 destinat a motos de 500 cc.
El 1985, la FIM va presentar un nou format que combinava els tres trofeus en un de sol, aplegant tres categories (125, 250 i 500 cc) amb un corredor de cadascuna i tres curses per trofeu (125/500, 125/250 i 250/500), de manera que tots poguessin competir entre si. Desapareixien així el Trophée i la Coupe.

## Llista de guanyadors
| Any  | Guanyador     | Pilots                                                                   | Circuit                   |
| ---- | ------------- | ------------------------------------------------------------------------ | ------------------------- |
| 1981 | Itàlia        | Michele Rinaldi / Corrado Maddii / Mauro Miele / Alberto Barozzi         | Itàlia: Casale Monferrato |
| 1982 | Itàlia        | Michele Rinaldi / Corrado Maddii / Giuseppe Andreani / Michele Magarotto | Itàlia: Montevarchi       |
| 1983 | Bèlgica       | Eric Geboers / Marc Velkeneers / Jan Blanquaert / Thierry Godfroid       | Suïssa: Roggenburg        |
| 1984 | Països Baixos | Kees Van der Ven / John Van Den Berk / Jan Postema / John Hensen         | Txecoslovàquia: Dalecin   |